# Burt Bacharach
Burt Freeman Bacharach (Kansas City, 1928. május 12. – Los Angeles, 2023. február 8.) háromszoros Oscar- és hatszoros Grammy-díjas amerikai zeneszerző, dalszerző, lemezproducer és zongorista.

## Élete

### Származása
A Missouri állambeli Kansas Cityben született, és a queens-i Kew Gardens-ben nőtt fel. 1946-ban érettségizett. Irma M. és Mark Bertram Bacharach gyermeke. Anyja amatőr festő és dalszerző volt, az ő hatására tanult zongorázni gyerekkorában. Családja zsidó volt, de Bacharach azt mondta, hogy nem gyakorolták a vallást. "A gyerekek, akiket ismertem, katolikusok voltak," mondta. "Én zsidó voltam, de nem szerettem volna, hogy bárki is megtudja."

### Zenei pályája
Tinédzser korában elkezdte érdekelni a dzsessz, ezért gyakran hamis személyi igazolványt használt, hogy bejusson a manhattani éjszakai bárokba. Ott hallott olyan zenészeket, mint Dizzy Gillespie és Count Basie, akik később hatással voltak rá.
A zeneiskolában Darius Milhaud, Henry Cowell és Bohuslav Martinů voltak a tanárai. Bacharach Milhaud-ot tette meg legnagyobb hatásának.
A következő három évet Vic Damone zongoristájaként töltötte. Damone pozitívan nyilatkozott róla. Később több énekesnél is hasonló pozíciót töltött be. Mikor nem talált jobb munkát, a Catskill-hegyek között dolgozott, olyan énekesek kísérőjeként, mint Joel Grey.
1956-ban, amikor 28 éves volt, Peter Matz zeneszerző bemutatta őt Marlene Dietrich-nek, akinek kellett egy szervező az éjszakai műsoraihoz. Ezt követőeb részmunkaidős rendező lett Dietrich-nél. A hatvanas években együtt koncerteztek, amikor nem koncerteztek, dalokat szerzett. Dietrich-hel való közreműködése miatt ismert lett, mint szervező és zeneszerző.
1957-ben találkozott Hal Daviddel, ekkor kezdődött a partnerségük.

### Magánélete
Négy alkalommal volt házas. Első házasságát Paula Stewarttal kötötte, akivel öt évig élt együtt, 1953-tól 1958-ig. Ezután Angie Dickinson színésznő volt a felesége 15 évig (1965-től 1980-ig). Egy lányuk született, Nikki Bacharach, aki aspergeres volt, és 2007. január 4-én, 40 éves korában öngyilkos lett.
Bacharach harmadik házasságát Carole Bayer Sagerrel kötötte, akivel kilenc évig élt együtt (1982-től 1991-ig). 1993-ban vette el negyedik feleségét, Jane Hensent. Két gyermekük született: Oliver és Raleigh.

## Munkássága
Több száz popdalt szerzett, többségét Hal David szövegíróval közreműködve. Dalait több mint 1000 előadó feldolgozta. Dalai közül 73 bekerült az amerikai Top 40-es listára, 52 pedig a brit Top 40-es listára. Egyike a huszadik század legfontosabb zeneszerzőinek.
Az easy listening műfaj fontos alakja. Olyan stílusokra volt hatással, mint a chamber pop és a Shibuya-kei. A Rolling Stone magazin 2015-ben a 32. helyre sorolta Bacharach-ot és David-et a "Rolling Stone's 100 Greatest Songwriters of All Time" listáján. A duó 2012-ben elnyerte a Gershwin-díjat is.